# コトバーチャランド
『コトバーチャランド』とは、2006年1月1日に放送されたTBSのバラエティ特番である。

## 放送日時
- 2006年1月1日 23時45分〜翌1時09分

## 概要
「言葉」、「声」そして「CG」を融合させた全く新しいタイプの遊園地「コトバーチャランド」。ここでは音声認識プログラムによって管理された、言葉と声で楽しめるアトラクションが集まった世界にたった一つの「遊音地」。
この番組ではその「コトバーチャランド」を舞台に、10人の芸能人たちが2チームに分かれて早口言葉やパズルゲーム、声帯模写など声を出して遊ぶゲームに挑戦する。
言葉と声にCGを駆使した映像が加わり、視覚的な楽しい工夫がなされているのも大きな特徴。

## 主なゲーム
コトバラリー
短い時間の中でお題のコトバを一文字だけ変えて相手のプレーヤーに投げ返す言葉のキャッチボール。
例）「デンワ」　→　「デンシ」　→　「ダンシ」など
瞬間イントネーション
「雨と飴」、「橋と箸」など微妙にイントネーションが違う言葉を正しく発音するゲーム。
例）「柿と火器」、「カキと夏季」など
早口ガンマン
両チームが向き合って早口言葉に挑戦。司会者に指名されたプレーヤーがお題の早口コトバを3回叫び、次のプレーヤーを指名。これを繰り返し、失敗したら即退場。お題は毎回変わる。
雄叫びディナー
マイクに向かって大声で叫ぶ絶叫コンテスト。叫んだ音量を数値化しチームで合計。数値の多かったチームが勝ちとなり、豪華なディナーを食べる事ができる。

## 出演者
司会
- 安住紳一郎（TBSアナウンサー）

チームリーダー
- 城島茂（TOKIO）
- 国分太一（TOKIO）

チームメンバー
- 沢村一樹
- 川平慈英
- 春風亭小朝
- 小林麻耶（TBSアナウンサー）ほか

## スタッフ
- 企画・CGプロデューサー：山口泰広
- CGディレクター：神沢哲也
- 番組協力：セガほか
- 制作協力：IVSテレビ制作
- 構成：酒井健作、北本かつら、山際良樹、金沢英明
- ディレクター：斉藤哲夫、三好剛、田口健介、村上正純
- 演出：中根三美
- プロデューサー：萩原朋子
- プロデューサー・演出：渡辺信也
- チーフプロデューサー：戸髙正啓
- 制作：TBSテレビ
- 製作著作：TBS